# Leubeek

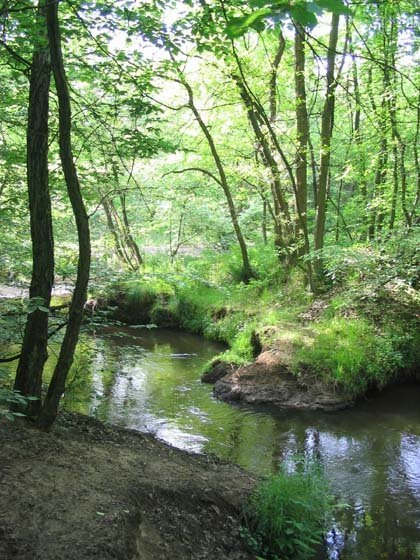

De Leubeek is de voortzetting van de Tungelroyse Beek wanneer deze het Nederlandse natuurgebied Leudal binnenstroomt. Waar de beek het gebied weer verlaat vloeit ze samen met de Zelsterbeek en stroomt als Neerbeek naar en in de Maas.
Binnen het natuurgebied meandert het riviertje sterk en het heeft steile oevers, waarvan het hoogteverschil tot 10 meter kan bedragen.
Ook cultuurhistorisch is de beek van belang. Ze stroomt langs het Augustinessenklooster Sint-Elisabethsdal, waartoe ook een watermolen behoort die Sint-Elisabethsmolen heet en waarvan nog een restant aanwezig is. Even verderop staat een andere watermolen, de Leumolen of Sint-Ursulamolen, die geheel gerestaureerd is.
De naam Leubeek komt mogelijk van loo, wat bos betekent.